# PDF.js
PDF.js hoặc pdf.js là một thư viện JavaScript hiển thị các tệp Định dạng Tài liệu Di động (PDF) bằng cách sử dụng HTML5 Canvas theo tiêu chuẩn web. Dự án được dẫn dắt bởi Quỹ Mozilla sau khi Andreas Gal ra mắt (ban đầu là một thử nghiệm) vào năm 2011.

## Lịch sử và ứng dụng
PDF.js có thể hoạt động như một phần của trang web hoặc trình duyệt. Ban đầu được tạo dưới dạng tiện ích mở rộng của Firefox, hiện nó được đưa vào Mozilla Firefox từ năm 2012 (phiên bản 15) và được bật mặc định từ năm 2013 (phiên bản 19). Nó cũng được bao gồm trong ownCloud, Nextcloud và dưới dạng tiện ích mở rộng trình duyệt cho Google Chrome, Chromium, Firefox cho Android, Pale Moon và SeaMonkey.
Các nhà phát triển cũng sẽ nhúng PDF.js vào phần mềm của họ để cho phép kết xuất và xem PDF trong trang web hoặc ứng dụng gốc, hoặc kết xuất trên máy chủ. Ví dụ về các tích hợp của PDF.js bao gồm trong Dropbox (dịch vụ) để xem trước tài liệu PDF, Slack (phần mềm), và Linkedin để xem trực tuyến tài liệu khóa học có thể truy cập. Một số sản phẩm phát triển phần mềm cũng dựa trên việc làm cho việc mở rộng PDF.js trở nên dễ dàng hơn.

## Hành vi
Theo một tiêu chuẩn, PDF.js có hiệu năng rất cao để xem hầu hết các tệp PDF phổ biến, trong khi nó có thể có một số vấn đề với các tài liệu lớn hoặc 'đồ họa nặng'. Một phân tích khác cho thấy rằng giữa 1-3% tệp PDF trong một số tập hợp tài liệu nhất định sẽ làm sập hoặc đóng băng trình xem PDF.js, do tệp bị hỏng hoặc tệp phức tạp.
PDF.js hỗ trợ hầu hết các đặc tả PDF, nhưng một số tính năng chưa được triển khai, điều này có thể ảnh hưởng đến hành vi kết xuất tùy thuộc vào các tính năng mà tài liệu sử dụng.
Các tính năng PDF chưa được thêm vào PDF.js hoặc chưa hoàn chỉnh:
- Nhóm nội dung tùy chọn (OCGs)
- Hồ sơ màu ICC
- Màu đốm
- Mô phỏng in đè
- Các nhóm trong suốt (tách rời/cách ly)
- Một số họa tiết và đổ bóng
- In độ nét cao
- Biểu mẫu tương tác và điền được

Cộng đồng cộng tác viên PDF.js cũng lưu ý rằng hành vi trình duyệt của PDF.js thay đổi tùy theo sự hỗ trợ của trình duyệt đối với các tính năng bắt buộc của PDF.js. Hiệu suất và độ tin cậy sẽ tốt nhất trên Chrome và Firefox, vì đang được hỗ trợ đầy đủ và đã có kiểm thử tự động.